# Lambda Tauri
Lambda Tauri ( λ Tauri, förkortat Lambda Tau,  λ Tau) som är stjärnans Bayerbeteckning, är en trippelstjärna  belägen i den västra delen av stjärnbilden Oxen. Den har en kombinerad skenbar magnitud på 3,47 och är synlig för blotta ögat som en av de ljusaste stjärnorna i stjärnbilden. År 1848 observerades att ljuset från stjärnan varierar periodiskt och fastställdes som en förmörkelsevariabel - den tredje som upptäckts. Baserat på parallaxmätning inom Hipparcosuppdraget på ca 6,7 mas, beräknas den befinna sig på ett avstånd av ca 480 ljusår (148 parsek) från solen. 

## Nomenklatur
I kalendern av Al Achsasi Al Mouakket benämndes Lambda Tauri Sadr al Tauri, som översattes till latin som Pectus Tauri, vilket betyder "tjurens bringa".

## Egenskaper
Primärstjärnan Lambda Tauri A är en blå huvudseriestjärna  av spektralklass B3 V. Den har en massa som är 7,2 gånger solens massa och en uppskattad radie som är 6,4 gånger större än solens. Den utsänder från dess fotosfär ca 5 800 gånger mera energi än solen vid en effektiv temperatur på ca 18 700 K.
Det inre paret, Lambda Tauri AB, cirkulerar runt varandra med en period av 3,95 dygn och en låg excentricitet på ca 0,025. Deras banplan lutar ungefär 76° i förhållande till siktlinjen från jorden, så att det nästan ses från sidan. Parternas kombinerade magnitud varierar från +3,37 till +3,91 då primärstjärnan passeras av sin följeslagare. Den genomsnittliga fysiska separationen mellan dessa två stjärnor uppskattas till 21,91 gånger solens radie eller 0,1 astronomiska enheter.
Följeslagaren Lambda Tauri B en stjärna av spektralklass A4 IV, vilket tyder på att det är en underjättestjärna som nästan har uttömt förråd av väte i dess kärna och är på väg att utvecklas till en jättestjärna.  Den har en massa som är nästan 1,9 gånger solens massa, en radie som är 5,3 gånger solens och utstrålar 128 gånger mer energi än solen vid en effektiv temperatur på 8 405 K.
Den tredje komponenten, Lambda Tauri C, kretsar kring det inre paret med en omloppsperiod på 33,025 dygn med en excentricitet på omkring 0,15. Omloppsplanet för denna följeslagare är nästan parallellt med omloppet av Lambda Tauri AB och avviker inte mer än 7°.  Den har en massa som är omkring hälften av solens. Omloppet hos denna stjärna ger störningseffekter på AB-parets cirkulation, vilket resulterar i periodiska förändringar i deras omloppsexcentricitet och andra omloppselement.